# آر-۱۱ زملیا

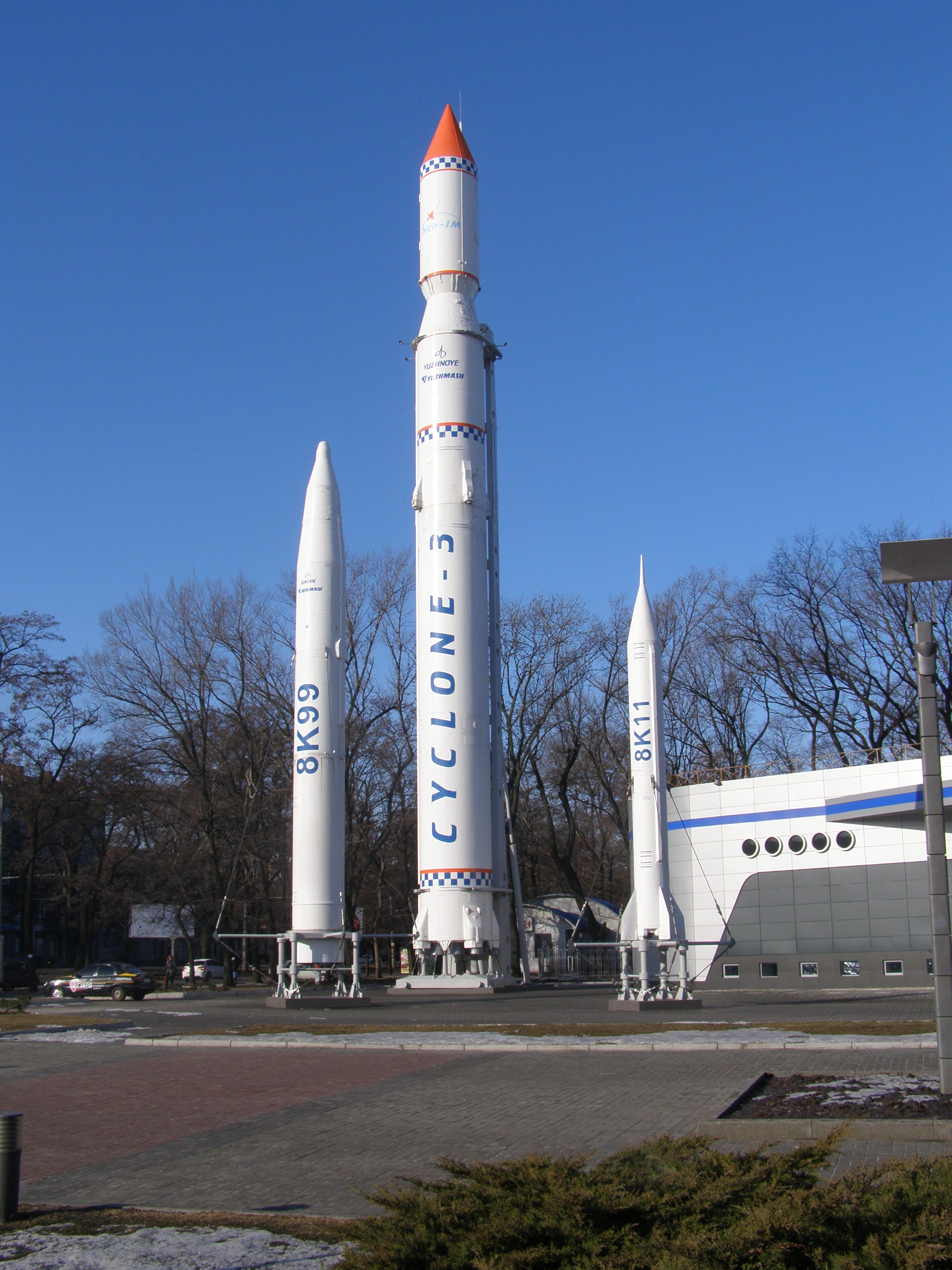
آر-۱۱ زملیا (8К11) در کنار موشک‌های بزرگ‌تر آرتی-۲۰ و سایکلون-۳ در معرض نمایش در مرکز شهر دنیپرو

آر-۱۱ زملیا (انگلیسی: R-11 Zemlya) یک موشک بالستیک تاکتیکی متعلق به شوروی بود. این موشک همچنین با نام اس‌اس-۱بی اسکاد-آ (انگلیسی: SS-1b Scud-A)، نام گزارشی آن در ناتو، شناخته می‌شود. این موشک یکی از نخستین موشک‌های شوروی بود که نام گزارشی اسکاد به آن داده می‌شد. گونهٔ آر-۱۱ام (انگلیسی: R-11M) از این موشک برای خدمت مورد تأیید قرار گرفت.